# Lungoneva degli Inglesi
Il lungoneva degli Inglesi (in russo Англи́йская на́бережная?, Anglíjskaja náberežnaja; detto anche lungofiume degli Inglesi) è una strada che corre sul lungofiume della Neva, nel centro di San Pietroburgo; storicamente è stata una delle vie più alla moda della città.
Si estende tra il nuovo canale dell'Ammiragliato e la piazza del Senato (precedentemente nota come piazza dei Decabristi), dove diventa il lungoneva dell'Ammiragliato.
È servita dalla fermata Admiralteyskaya della Linea 5 della metropolitana di San Pietroburgo, aperta nel dicembre 2011.

## Storia

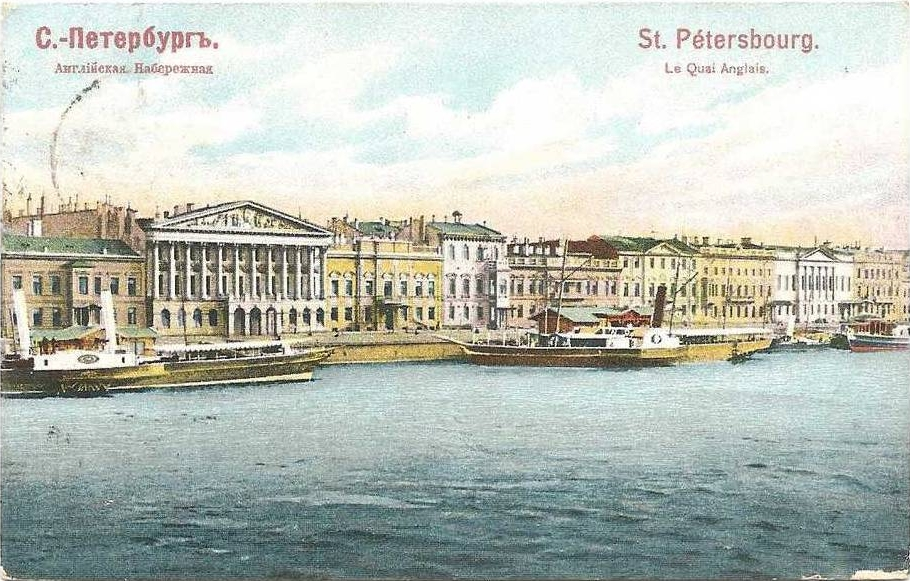
Il lungoneva degli Inglesi alla fine del XIX secolo

### L'ambasciata e la chiesa anglicana
Il lungoneva degli Inglesi fu costruito tra il 1763 e il 1767 e prende il nome dell'ex ambasciata inglese (britannica) e dalla chiesa anglicana di Gesù Cristo che si trovava al civico 56.
La chiesa anglicana è stata costruita tra il 1814 e il 1815 su progetto di Giacomo Quarenghi, ed è stata conservata per l suo pregio architettonico; l'interno è decorato con marmo, dipinti storici e vanta una grande organo a canne, l'unico organo inglese esistente in Russia.
L'ultimo ambasciatore britannico partì nel 1918, dopo la Rivoluzione russa.

### Incrociatore Aurora durante la rivoluzione
Vicino al ponte dell'Annunciazione c'è un monumento che commemora la Rivoluzione d'ottobre del 1917. Da questo luogo storico, alle 2:00 di notte del 25 ottobre 1917, il colpo di cannone dall'incrociatore Aurora fu il segnale per prendere d'assalto il Palazzo d'Inverno.

### Epoca contemporanea
Una delle zone più prestigiose di San Pietroburgo, il Lungoneva degli Inglesi e oggi è per lo più sede di uffici e aziende, che occupano quelle che erano sontuose case della nobiltà imperiale russa e ambasciate straniere pre-rivoluzionarie.
Si tratta di una destinazione molto popolare tra i turisti che apprezzano la vista sulla Neva e sui palazzi dall'altra parte del fiume, come il Palazzo Menšikov e il palazzo dell'Accademia di Belle Arti sull'isola Vasil'evskij.